# Double Dead Redux
Double Dead Redux är det amerikanska death metal-bandet Six Feet Unders första livealbum, som gavs ut den 5 november 2002 av Metal Blade Records.
Albumet släpptes med en live-DVD som bonus. Chris Barnes gjorde omslagsdesignen till albumet.

## Låtförteckning
Disc 1 (CD)
1. "The Day the Dead Walked" – 2:19
2. "The Murderers" – 2:41
3. "Waiting for Decay" – 2:54
4. "Impulse to Disembowel" – 3:29
5. "Feasting on the Blood of the Insane" – 4:48
6. "No Warning Shot" – 3:22
7. "Silent Violence" – 3:25
8. "The Enemy Inside" – 4:05
9. "Victim of the Paranoid" – 3:26
10. "Journey Into Darkness" – 2:15
11. "Revenge of the Zombie" – 2:49
12. "Manipulation" – 2:48
13. "Torn to the Bone" – 2:53
14. "4:20" – 5:28
15. "Bonesaw" – 3:17
16. "Hacked to Pieces" – 3:40

Disc 2 (DVD)
1. "The Day the Dead Walked" – 2:20
2. "The Murderers" – 2:42
3. "Waiting for Decay" – 2:55
4. "Impulse to Disembowel" – 3:29
5. "Feasting on the Blood of the Insane" – 4:48
6. "No Warning Shot" – 3:22
7. "Silent Violence" – 3:25
8. "The Enemy Inside" – 4:06
9. "Victim of the Paranoid" – 3:37
10. "Manipulation" – 2:48
11. "Torn to the Bone" – 2:53
12. "4:20" – 5:28
13. "Bonesaw" – 3:17
14. "Torture Killer" – 2:43

## Medverkande
Musiker (Six Feet Under-medlemmar)
- Chris Barnes – sång
- Steve Swanson – gitarr
- Terry Butler – basgitarr
- Greg Gall – trummor

Produktion
- Chris Barnes – omslagskonst